# Dhubri

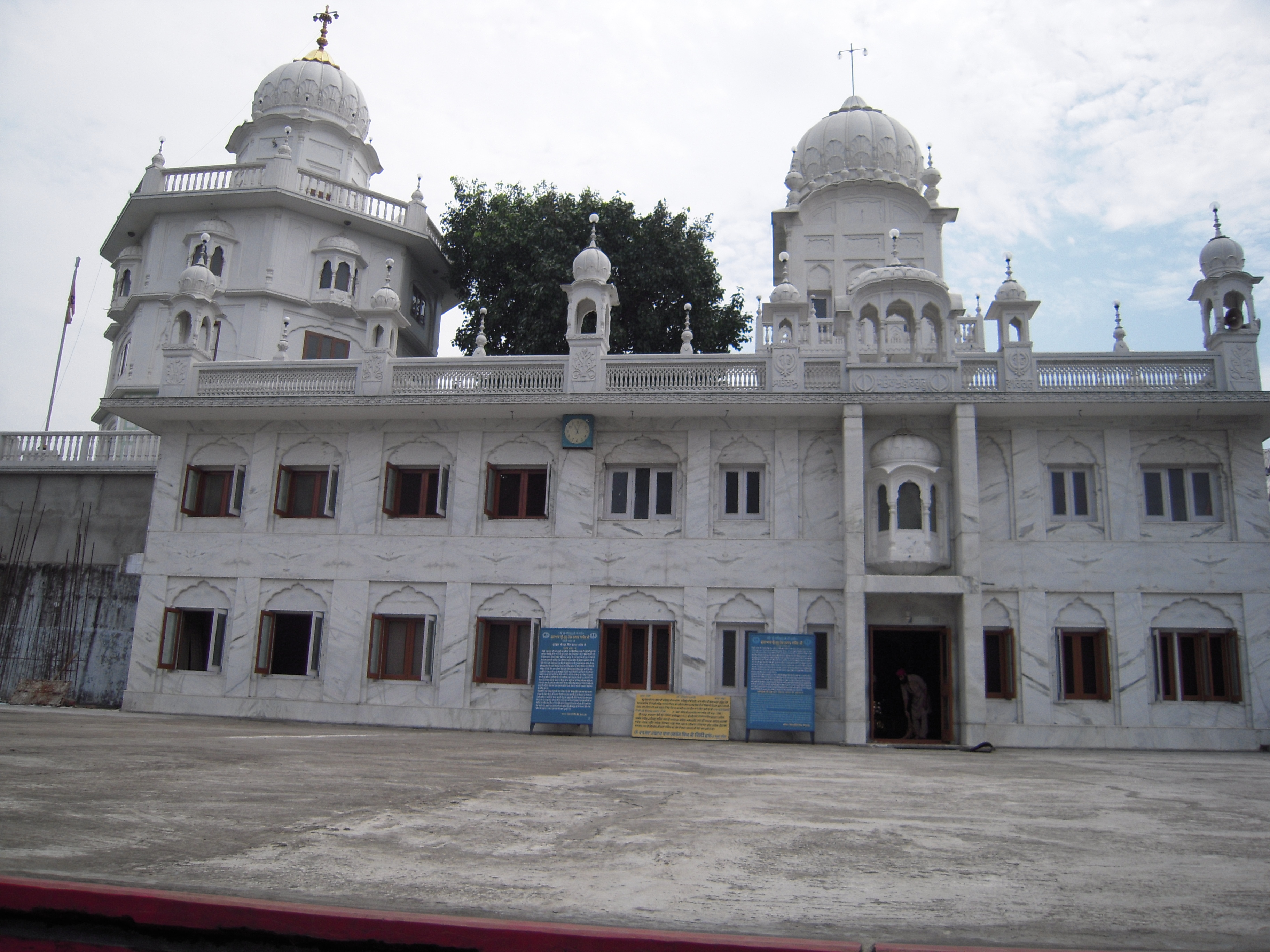
Gurdwara Sri Guru Tegh Bahadur Sahib a Dhubri.

Dhubri (ধুবুৰী en assamès) és una ciutat i municipi d'Assam capital del districte de Dhubri a l'Índia, a la riba del Brahmaputra i del Gadadhar. Fou creada municipi el 1883. Al cens del 2001 la població era de 63.965 habitants.
Era part del districte de Goalpara i el 1879 fou declarada capital d'aquest districte substituint a Goalpara que ho havia estat els anys anteriors. El 1983 el districte de Goalpara es va dividir en els de Kokrajhar, Goalpara i Dhubri, i la ciutat, que era capital de Goalpara, ho va esdevenir del districte de Dhubri.